# HD 93655
HD 93655，又名BD-01 2446，SAO 137800、HR 4224，是一颗恒星，视星等为5.93，位于銀經252.55，銀緯48.53，其B1900.0坐标为赤經10h 43m 34.5s，赤緯-1° 48.53′ 51″。